# Shimazakiïta
La shimazakiïta és un mineral de la classe dels borats. Rep el nom en honor del doctor Hidehiko Shimazaki (島崎英彦) (2 de juny de 1939, Tòquio, Japó), professor emèrit de la Universitat de Tòquio, en reconeixement de les seves contribucions a la mineralogia dels skarn.

## Característiques
La shimazakiïta és un borat de fórmula química Ca₂B2-xO5-3x(OH)3x, sent x = 0~0.06. Va ser aprovada com a espècie vàlida per l'Associació Mineralògica Internacional l'any 2010, sent publicada per primera vegada el 2013.
L'exemplar que va servir per a determinar l'espècie, el que es coneix com a material tipus, es troba conservat a les col·leccions mineralògiques del Museu Nacional de la Natura i la Ciència de Tòquio (Japó).

## Formació i jaciments
Va ser descoberta al Japó, concretament a la mina Fuka, a Bitchū (Ciutat de Takahashi, Prefectura d'Okayama), on es troba en filons en pedra calcària cristal·lina prop de skarns de gehlenita-spurrita, formant agregats de fins a 3 mm, on apareixe en làmines maclades de mida nanomètrica o lamel·lar, sent llavors de mida micròmetrica. Aquesta mina japonesa és l'únic indret de tot el planeta on ha estat descrita aquesta espècie mineral.